# Przemysław Czerwiński

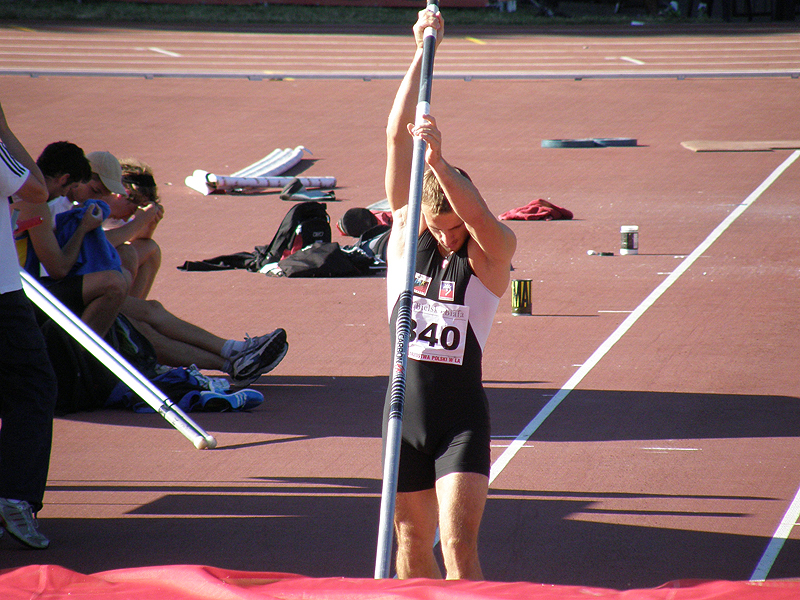
Przemysław Czerwiński bei den polnischen Meisterschaften 2010

Przemysław Czerwiński (* 28. Juli 1983 in Piła) ist ein polnischer Stabhochspringer.
2006, 2007 und 2008 wurde er polnischer Meister im Freien, 2003, 2004, 2006 und 2008 in der Halle.
Bei den Europameisterschaften 2006 in Göteborg wurde er Fünfter und bei den Olympischen Spielen 2008 in Peking Elfter.
2010 gewann er bei den Europameisterschaften in Barcelona die Bronzemedaille.
Przemysław Czerwiński ist 1,84 m groß und wiegt 80 kg. Er startet für den Verein MKL Szczecin.

## Persönliche Bestleistungen
- Stabhochsprung: 5,80 m, 24. Juni 2006, Schukowski
  - Halle: 5,82 m, 6. März 2010, Donezk